# Misa (folyóirat)
A Misa (oroszul Миша) orosz, óvodásoknak és kisiskolásoknak szánt képes gyermeklap, mely 1983 júliusától jelenik meg, évente 12-szer. Nevét és emblémáját a moszkvai olimpia kabalaállatától kölcsönözték.
Az 1980-as években a folyóirat 30 000-es példányszámban, A4-es méretben jelent meg. Tartalma: mesék, beszámolók, ismeretterjesztő cikkek, tudományos-fantasztikus képregények, rejtvények, sakkfeladványok, játékok, orosz nyelvleckék, olvasói rovatok és levelezőtárs-keresés. 35 országban terjesztették, és az volt a célja, hogy mind a nyugati, mind a szocialista országok olvasóinak bemutassa a szovjet kultúrát, a szovjet gyerekek életét. Egyik fő témája a népek közti barátság volt, és elhatáródott a korabeli propagandától; például a kapitalista országokról nem festettek negatív képet. Nyolc különböző nyelven adták ki: oroszul, angolul, franciául, németül, olaszul, spanyolul, mongolul, és magyarul. A magyar változat 1983 júliusa és 1991 szeptembere között volt elérhető.
A Szovjetunió felbomlása óta a folyóirat csak oroszul jelenik meg, és csak Oroszországban terjesztik.

## Fordítás
- Ez a szócikk részben vagy egészben  a   Mischa (Zeitschrift) című német Wikipédia-szócikk ezen változatának fordításán alapul.  Az eredeti cikk szerkesztőit annak laptörténete sorolja fel. Ez a jelzés csupán a megfogalmazás eredetét és a szerzői jogokat jelzi, nem szolgál a cikkben szereplő információk forrásmegjelöléseként.
- Ez a szócikk részben vagy egészben  a(z)   Миша (журнал) című orosz Wikipédia-szócikk ezen változatának fordításán alapul.  Az eredeti cikk szerkesztőit annak laptörténete sorolja fel. Ez a jelzés csupán a megfogalmazás eredetét és a szerzői jogokat jelzi, nem szolgál a cikkben szereplő információk forrásmegjelöléseként.